# Gametocist

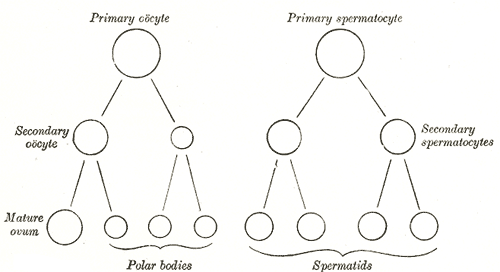
Esquema que mostra analogies en el desenvolupament de l'òvul u dels espermàtides.

Un gametocist és una estructura portadora de gàmetes que s'origina a partir d'una única cèl·lula, la paret de la qual és l'única protecció dels gàmetes. És una cèl·lula germinativa eucariota que es divideix per mitosi donant lloc a altres gametocists o per meiosi en gamètids durant la gametogènesi. Els gametocists mascles s'anomenen espermatòcits, i els femella oòcits.
El terme gametocist es fa també servir en espècies del gènere Plasmodium que transmet la malària.